# Khenguet Sidi Nadjil
Khenguet Sidi Nadji (em árabe: خنقة سيدي ناجى) é uma cidade e comuna localizada na província de Biskra, Argélia. Segundo o censo de 2008, a população total da cidade era de 3 040 habitantes.